# 中島通子
中島 通子（なかじま みちこ、1935年9月9日 - 2007年7月29日(日本時間30日)) は、日本の弁護士。
東京出身。東京大学文学部、同法学部卒、1967年弁護士登録。中島通子法律事務所所長。日本弁護士連合会女性の権利に関する委員会委員長。女性労働問題が専門。日産自動車の男女差別定年制裁判などを担当し、男女雇用機会均等法制定にも貢献した。2007年、ハワイのハナウマ湾でシュノーケリングをしていた際に水難事故により死去。

## 著書
- 『女が働くとき読む本 ワークステージ別均等法・労基法』有斐閣選書　1988
- 『「女が働くこと」をもういちど考える』労働教育センター 1993
- 『女が働くこと生きること』労働教育センター 2002

### 共編著
- 『変わる女性の世界 学習・婦人差別撤廃条約』笠原郁子共編 労働教育センター 1984
- 『働く女が未来を拓く 私たちの男女雇用平等法』編 亜紀書房 1984
- 『女子労働法の実務 均等法・労基法・派遣法・パート法の解釈と運用』林浩二,中下裕子共著 中央経済社 1988
- 『男女同一賃金』中下裕子,山田省三共著 有斐閣選書　1994
- 『賃金の男女差別是正をめざして』野村美登,中下裕子共著 岩波ブックレット 1994
- 『21世紀の男女平等法』大脇雅子,中野麻美共編 有斐閣選書　1996
- 『ワーキング・ウーマンのためのQ&A100』福沢恵子共編著 亜紀書房 1997
- 『働く女性の法律Q&A』黒岩容子,中野麻美,岡部玲子共著 有斐閣選書　1999

## 論文
- <中島通子